# メモリアルストーン麗石
メモリアルストーン麗石（メモリアルストーンれいせき）とは、故人やペットの遺骨と石英などを成分とし、高温で溶融後、ゆっくりと熱処理して結晶を析出・成長させた結晶質の人工宝石である。

## 概要
遺骨を石の成分として内蔵するポータブル・ウェアラブルな納骨石である。
遺骨からペンダント、ブレスレットなどのアクセサリーや数珠、オブジェなどに加工したものがあり、遺骨加工型の手元供養・自宅供養品のひとつである。

### 利用方法
以下のような利用方法が考えられる。
- お墓参りの代わりに、毎日の手元供養・自宅供養として
- 位牌の代わりとして
- 分骨用として
- ペットのお墓・供養として